# Гатумдуг
Гату́мдуг (Нгатумду́г) — в шумерской мифологии богиня-покровительница города Лагаш. В текстах царя Гудеа (XXII в. до н. э.) Гатумдуг — «мать Лагаша» и «мать Гудеа» (он, видимо, считался рождённым от священного брака, в котором роль Гатумдуг выполняла жрица). В тексте «Плач о разрушении Ура» Гатумдуг названа «старейшей [старухой] Лагаша». Её эпитет — «священная корова».